# Ikons
 (avril 2011).
Si vous disposez d'ouvrages ou d'articles de référence ou si vous connaissez des sites web de qualité traitant du thème abordé ici, merci de compléter l'article en donnant les références utiles à sa vérifiabilité et en les liant à la section « Notes et références ».
Albums de Kiss
Kiss Alive! 1975–2000
(2006)
Ikons est une compilation comprenant 4 CD, sortie chez Universal Music Group, reprenant des chansons enregistrées par le groupe de hard rock américain Kiss. Chaque CD est un set nommé d'après un des membres originaux du groupe, chacun ayant sélectionné les titres qui représentaient le mieux sa contribution au groupe. En 1996, le concept 'KISS-Ikons' fut créé par Ajax Garcia, un artiste célèbre de Los Angeles. Garcia est connu comme un des membres fondateurs du groupe punk des années 1990 The Napoleon Blownaparts.

## Titres

### Disque 1 (Rouge): The Demon
1. "God of Thunder" de Destroyer
2. "Almost Human" de Love Gun
3. "Calling Dr. Love" de Rock and Roll Over
4. "Ladies Room" de Rock and Roll Over
5. "Christine Sixteen" de Love Gun
6. "Deuce" de Kiss
7. "Rock and Roll All Nite" de Dressed to Kill
8. "Cold Gin" de Kiss
9. "Parasite" de Hotter Than Hell
10. "Larger Than Life" de Alive II
11. "Love 'em and Leave 'em" de Rock and Roll Over
12. "Plaster Caster" de Love Gun
13. "Radioactive" de Gene Simmons
14. "Charisma" de Dynasty

### Disque 2 (Pourpre): The Star Child
1. "Detroit Rock City" de Destroyer
2. "Love Gun" de Love Gun
3. "Take Me" de Rock and Roll Over
4. "Strutter" de Kiss
5. "C'mon and Love Me" de Dressed To Kill
6. "Hotter Than Hell" de Hotter Than Hell
7. "100,000 Years" de Kiss
8. "Rock Bottom" de Dressed To Kill
9. "Do You Love Me?" de Destroyer
10. "All American Man" de Alive II
11. "Mr. Speed" de Rock and Roll Over
12. "I Stole Your Love" de Love Gun
13. "Wouldn't You Like to Know Me" de Paul Stanley
14. "I Was Made for Lovin' You" de Dynasty

### Disque 3 (Bleu): The Space Ace
1. "New York Groove" de Ace Frehley
2. "Shock Me" de Love Gun
3. "2,000 Man" de Dynasty
4. "Rocket Ride"  de Alive II
5. "Snow Blind" de Ace Frehley
6. "Speedin' Back to My Baby" de Ace Frehley
7. "Talk to Me" de Unmasked
8. "What's on Your Mind" de Ace Frehley
9. "Rip It Out" de Ace Frehley
10. "Save Your Love" de Dynasty
11. "Hard Times" de Dynasty
12. "Two Sides of the Coin" de Unmasked
13. "Dark Light" de Music from "The Elder"
14. "Into the Void" de Psycho Circus

### Disque 4 (Vert): The Cat Man
1. "Hard Luck Woman" de Rock and Roll Over
2. "Baby Driver" de Rock and Roll Over
3. "Hooligan" de Love Gun
4. "Beth" de Destroyer
5. "I Can't Stop the Rain" de Peter Criss
6. "Black Diamond" de Kiss
7. "Mainline" de Hotter Than Hell
8. "Don't You Let Me Down" de  Peter Criss
9. "Dirty Livin'" de Dynasty
10. "Getaway" de Dressed To Kill
11. "Strange Ways" de Hotter Than Hell
12. "That's The Kind of Sugar Papa Likes" de Peter Criss
13. "Easy Thing" de Peter Criss
14. "I Finally Found My Way" de Psycho Circus